# Muralla urbana de Salvaleón

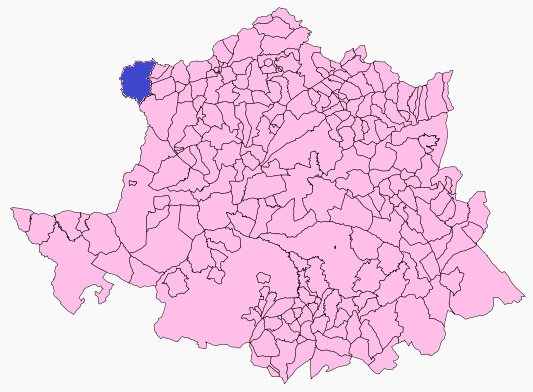
Ubicación de la muralla urbana de Salvaleón en la provincia de Cáceres.

La Muralla urbana de Salvaleón está situada en el antiguo asentamiento medieval del despoblado de Salvaleón, a 19 km al suroeste de Valverde del Fresno que es municipio español de la provincia de Cáceres, Extremadura y que se encuentra situado en el extremo N.O. de la misma, en el interior del Valle de Jálama (entre la Sierra de Gata y la frontera portuguesa).
Está situada cerca de donde confluyen los ríos Erjas y Basádiga y muy cerca de la frontera con Portugal lo cual le dio en su día un gran valor estratégico. Fue construida en el siglo XIII y en la actualidad la muralla está en estado de ruina y casi desaparecida